# Tushungpeng
 (avril 2025).
Motif : Sources attestant de la notoriété ?
- Archive Wikiwix
- Bing
- Cairn
- DuckDuckGo
- E. Universalis
- Gallica
- Google
- G. Books
- G. News
- G. Scholar
- Persée
- Qwant
- (zh) Baidu
- (ru) Yandex
- (wd) trouver des œuvres sur Wikidata

| 1. | Préciser le motif de la pose du bandeau. | Précisez le motif de la pose du bandeau en utilisant la syntaxe suivante : {{admissibilité à vérifier\|date=mai 2025\|motif=remplacez ce texte par le motif}}                    |
| 2. | Informer les utilisateurs concernés.     | Pensez à avertir le créateur de l'article, par exemple, en insérant le code ci-dessous sur sa page de discussion : {{subst:avertissement admissibilité à vérifier\|Tushungpeng}} |

Tuschungpeng est une expression issue de l'argot jamaïcain designant l'herbe sacrée utilisée au cours des cérémonies rasta reasoning, binghi ou grounation. Elle est consommée à l'aide d'un chalice ou cutchie, la pipe à eau traditionnelle.